# 雪莉 (伊利諾伊州)
雪莉（英語：Shirley）是位於美國伊利諾伊州麥克萊恩縣的一個非建制地區。該地的面積和人口皆未知。

## 地理
雪莉的座標為40°24′26″N 89°03′45″W / 40.40722°N 89.06250°W，而該地的平均海拔高度為233米（即764英尺）。